# کارل فریدریش فون وایتسزکر
کارل فریدریش فون وایتسزکر (به آلمانی: Carl Friedrich von Weizsäcker)؛ (زاده ۲۸ ژوئن ۱۹۱۲ – درگذشته ۲۸ آوریل ۲۰۰۷) یک فیزیک‌دان و فیلسوف اهل آلمان بود.
وی همچنین برنده جوایزی همچون جایزه ادبی گوته شده‌است.